# 銅鼓戰鬥 (國共內戰)
銅鼓戰鬥發生於1931年3月5日－25日，地點則是在中國江西省西北铜鼓县一帶。該戰鬥是第一次国共内战前期主要戰鬥之一，交戰一方為中華民國國民革命軍，另一方則為中國共產黨所領導之中國工農紅軍。